# Lookout Games
Der Schwabenheimer Spieleverlag Lookout Games wurde 2000 von Hanno Girke, Uwe Rosenberg und Marcel-André Casasola Merkle gegründet. Ziel des Kleinverlages war ursprünglich die Vermarktung eigener Spielideen und Sondereditionen. So erschien regelmäßig, anlässlich der  Internationalen Spieltage in Essen, eine limitierte Kleinauflage (2500 Stück) zu Bohnanza, ein Kartenspiel, das Uwe Rosenberg im Jahr 1998 bei Amigo veröffentlicht hatte.
Seit Januar 2018 ist Lookout ein eigenständiges Studio der Asmodée-Gruppe.

## Bisherige Auszeichnungen
2002 erschien das Kartenspiel Attribut von Marcel-André Casasola Merkle, das auf die Auswahlliste zum Spiel des Jahres 2003 kam. 2004 folgte mit Das Zepter von Zavandor von Jens Drögemüller das erste Brettspiel, welches auf Anhieb Platz 9 beim Deutschen Spiele Preis erreichte. 2007 wurde Agricola von Uwe Rosenberg auf den Internationalen Spieltagen präsentiert. 2008 wurde Agricola mit dem Sonderpreis "komplexes Spiel des Jahres" gekürt. Ebenso erhielt es 2008 den Deutschen Spiele Preis in der Kategorie Familien-/Erwachsenenspiele. 2016 gewann "Isle of Skye" von Alexander Pfister und Andreas Pelikan die Auszeichnung "Kennerspiel des Jahres". Mit dem 2023 veröffentlichten Titel Mischwald von Autor Kosch holte sich der Verlag 2024 unter anderem erneut den Deutschen Spiele Preis.

## Ludographie

### Brettspiele
- 2004: Das Zepter von Zavandor von Jens Drögemüller
Deutscher Spiele Preis: 9. Platz 2005
- 2005: Das Ende des Triumvirats von Johannes Ackva und Max Gabrian
- 2006: Das große Turnier von Peter Grosse und Harry Rowland
- 2006: 1861 – Die Eisenbahnen des Russischen Reiches von Ian D. Wilson aus der 18XX-Reihe in Co-Produktion mit JKLM Games und Zman Games
- 2007: Agricola von Uwe Rosenberg
Deutscher Spiele Preis: 1. Platz 2008
Spiel des Jahres: "komplexes Spiel des Jahres" 2008
International Gamers Award: Sieger 2008
- 2008: Le Havre von Uwe Rosenberg
Deutscher Spiele Preis: 2. Platz 2009
International Gamers Award: Sieger 2009
- 2009: Agricola-Erweiterung: Die Moorbauern von Uwe Rosenberg
- 2009: Magister Navis von Carl de Visser und Jarrat Gray
Deutscher Spiele Preis: 6. Platz 2010
- 2009: 1853 von Francis Tresham
- 2010: Die Minen von Zavandor von Alexander Pfister
- 2010: Merkator von Uwe Rosenberg
- 2010: De Vulgari Eloquentia von Mario Papini
- 2010: Poseidon von Helmut Ohley und Lonny Orgler
- 2010: Railroad Barons von Helmut Ohley
- 2011: Ora et labora von Uwe Rosenberg
Deutscher Spiele Preis: 4. Platz 2012
- 2011: Die Gnome von Zavandor von Torsten Landsvogt
- 2011: Feudalherren von Tom Wham
- 2011: Walnut Grove von Touko Tahkokallio und Paul Laane
- 2012: Die Bauern und das liebe Vieh von Uwe Rosenberg
International Gamers Award: Sieger 2012 in der Kategorie "Zweipersonenspiele"
- 2012: Goa (Neuauflage) von Rüdiger Dorn
- 2012: Suburbia von Ted Alspach
- 2012: Snowdonia von Tony Boydell
- 2012: Le Havre: Der Binnenhafen von Uwe Rosenberg
International Gamers Award: Sieger 2013 in der Kategorie "Zweipersonenspiele"
- 2013: Bremerhaven von Robert Auerochs
- 2013: Caverna – Die Höhlenbauern von Uwe Rosenberg
Deutscher Spiele Preis: 6. Platz 2014
- 2014: Gold Ahoi von Stephan Herminghaus
- 2014: Johari von Carlo Lavezzi
- 2014: Patchwork von Uwe Rosenberg
Deutscher Spiele Preis: 10. Platz 2015
- 2014: Murano von Inka und Markus Brand
Deutscher Spiele Preis: 4. Platz 2015
- 2015: Isle of Skye: Vom Häuptling zum König von Andreas Pelikan und Alexander Pfister
Kennerspiel des Jahres 2016
- 2015: Trambahn von Helmut Ohley
- 2015: Hengist von Uwe Rosenberg
- 2015: Grand Austria Hotel von Virginio Gigli und Simone Luciani
- 2015: 1844/1854 von Helmut Ohley und Leonhard Orgler
- 2015: Oh my Goods! – Du meine Güter! von Alexander Pfister
- 2016: Agricola Familienspiel
- 2016: Kampf um den Olymp von Matthias Cramer
- 2016: Costa Rica
- 2016: Die Kolonisten von Tim Puls
- 2017: Nusfjord von Uwe Rosenberg
- 2017: Bärenpark von Phil Walker-Harding
- 2018: Hexenhaus von Phil Walker-Harding
- 2018: Neom von Paul Sottosanti
- 2018: Patchwork Express von Uwe Rosenberg
- 2019: Mandala von Trevor Benjamin und Brett J. Gilbert
- 2020: Hallertau von Uwe Rosenberg
- 2020: Glasgow von Mandela Fernández-Grandon
- 2021: Great Plains von Trevor Benjamin & Brett J. Gilbert
- 2021: Llama Land von Phil Walker-Harding
- 2022: Atiwa von Uwe Rosenberg
- 2023: Patterns von Trevor Benjamin und Brett J. Gilbert
- 2023: Tipperary von Günter Burkhardt

- 2024: Treos von Arne aus dem Siepen

### Kartenspiele
- 2001: Schuss & Tor von Rudi Hoffmann
- 2002: Attribut von Marcel-André Casasola Merkle
Spiel des Jahres: Auswahlliste 2003
- 2003: Attribut englisch
- 2004: Schätzbold von Uwe Rosenberg
- 2004: Attribut II
- 2005: Spelunke von Uwe Rosenberg
- 2005: Klunker von Uwe Rosenberg
- 2006: Die Drachenbändiger (von Zavandor) von Hanno Girke
- 2006: Attribut I (Neufassung)
- 2010: Ruhm für Rom von Carl Chudyk
- 2015: Oh My Goods von Alexander Pfister
- 2016: Longsdale in Aufruhr von Alexander Pfister
- 2017: Flucht nach Canyon Brook von Alexander Pfister
- 2017: Tybor der Baumeister von Alexander Pfister und Dennis Rappel
- 2018: Piepmatz von Matt Riddle und Ben Pinchback
- 2021: Family Business von David B. Bromley
- 2023: Mischwald von Kosch

### Bohnanza-Erweiterungen
- 2000: High Bohn
- 2001: Mutabohn
- 2002: Ladybohn
- 2003: Bohnaparte
- 2003: Dschingis Bohn
- 2004: Telebohn
- 2005: Rabohnzel
- 2006: Kannibohne
- 2007: Bohnanza Fan-Edition
- 2008: Auf der schwäb’schen Eisenbohn
- 2009: Bohnedikt
- 2010: Mutterböhnchen
- 2011: Bohn Camillo